# Großsteingräber von Domsühl
Die Großsteingräber von Domsühl, befinden sich nördlich der L92 (Parchimer Straße) im östlichen Teil von Domsühl im Landkreis Ludwigslust-Parchim in Mecklenburg-Vorpommern. Von der Straße „Am Hünengrab“ führt ein Fußweg zum Großsteingrab Nr. 1. Etwa 50 m südlich liegt die Anlage „Domsühl 2“. Im Ort finden sich noch weitere Anlagen.
Bei den 1964 von Adolf Hollnagel (1907–1975) untersuchten Anlagen handelt es sich um ein Ganggrab und einen Großdolmen mit den Sprockhoff-Nrn. 412 bzw. 413. Sie sind neolithische Megalithanlagen der Trichterbecherkultur (TBK) und entstanden zwischen 3500 und 2800 v. Chr. In beiden Anlagen fanden sich Hinweise (darunter tierische und menschliche Knochen, Keramikscherben, sowie Holzkohle) auf eine Nachnutzung durch die Träger der Kugelamphorenkultur (KAK). „Neolithische Monumente sind Ausdruck der Kultur und Ideologie jungsteinzeitlicher Gesellschaften. Ihre Entstehung und Funktion gelten als Kennzeichen der sozialen Entwicklung“.

## Domsühl Steingrab 1 (Spr.-Nr. 412)
Die Anlage „Domsühl 1“ ist ein nord-süd-orientiertes Ganggrab, das einst im Rollsteinhügel lag. Die etwa 1,6 m hohe Kammer hat eine Länge von 5,7 m und eine Breite von 2,1 m. Von den 10 Tragsteinen sind neun erhalten. Die Schlusssteine der Schmalseiten stehen in situ. Neben und in der Kammer liegen auch zwei Decksteine, einer mit zwei Schälchen. Die Diele besteht aus Rollsteinen, geglühtem Feuerstein und Lehmestrich. Die Anlage hat nordseitig ein Quartier. Der etwa 1,7 m lange, lateral mittig ansetzende Gang zeigt nach Osten, drei seiner Tragsteine ein Deckstein sowie das Fragment eines weiteren Tragsteins sind erhalten.
Unter den Grabbeigaben befanden sich neben 206 Scherben, sieben Klingen, vier doppeltkonische Gefäße, drei Bernsteinperlen (eine doppelaxtförmig), zwei Schlagsteine, eine Sandsteinscheibe, ein hoher Topf, eine kugelige Schale und eine Schüssel.

## Domsühl Steingrab 2 (Spr.-Nr. 413)

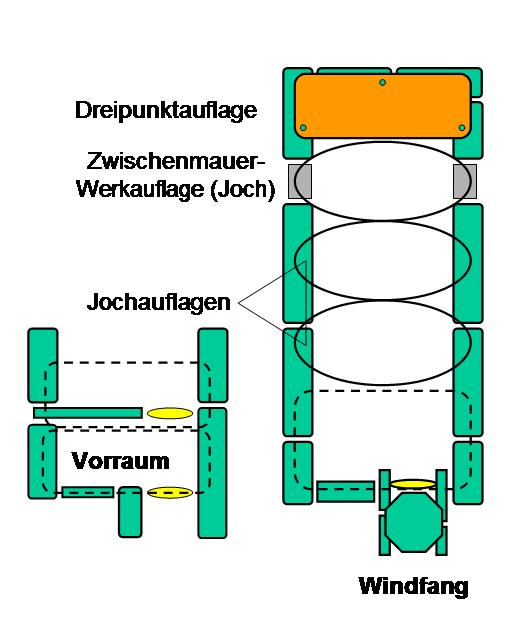
Schema Großdolmen

Die Anlage „Domsühl 2“ ist ein nord-süd-orientierter Großdolmen mit nicht erhaltenem Zugang im Süden, der einst im Rollsteinhügel lag. Die etwa 1,5 m hohe Kammer hat eine Länge von 3,5 m und eine Breite von 1,9 m. Die Anlage hat ein Quartier. Die Längsseiten weisen noch zwei Tragsteine auf, der Schlussstein ist ebenfalls vorhanden. Ein verstürzter Deckstein liegt im Bereich des Zugangs. Vermutlich hatte die Kammer einst drei Decksteine. Einer der Steine hat Schälchen. Die Diele besteht aus Rollsteinen, geglühtem Feuerstein und Lehmestrich. 
Unter den Beigaben befanden sich neben 58 Scherben, vier Klingen, zwei Bernsteinperlen (eine doppelaxtförmig), zwei Kugelamphoren, zwei Schüsseln, ein hoher Topf, ein doppeltkonisches Gefäß, ein dicknackiges Beil, ein Flachbeil, ein Schmalmeißel und ein Klingenkratzer.

## Domsühl 3 + 4  (Spr.-Nr. 414 und 415)
Die Anlagen sind weitestgehend zerstört oder nicht ausgegraben.